# Eternal Word Television Network
Eternal Word Television Network (EWTN) est une chaîne de télévision américaine qui diffuse des programmes reliés au catholicisme, lancée le 15 août 1981.

## Description
Parmi ses émissions, elle offre une messe quotidienne dans son studio de la ville américaine de Birmingham, des débats télévisés tels que EWTN Live, Sunday Night Live, Daily Rosary, des bénédictions, des émissions à thème doctrinal, des séries de divertissement, des émissions pour enfants, des animations en direct d'événements catholiques, des spectacles musicaux et ainsi de suite. Sa présentatrice la plus connue est Mère Angelica (1923-2016) qui cofonda la chaîne et y participa jusqu'en l'an 2001.
EWTN est une fondation caritative indépendante basée à Irondale dans l'Alabama. Elle a des administrateurs, mais n'a pas d'actionnaires ou de propriétaires. L'avocat Tim Busch en est l'un des principaux administrateurs. Elle a racheté le National Catholic Register en 2011 et possède la Catholic News Agency. Elle est dirigée par Michael Warsaw.

## Canada
En 1997, la chaîne a déposé une demande auprès du CRTC afin d'être distribuée au Canada. La demande a été refusée,. La chaîne a finalement été approuvée à la mi-juillet 2001.

## Afrique
L'agence de presse ACI-Africa est créée en 2019 à Nairobi au Kenya par EWTN.

## Positionnement politique
Pendant ses quarante premières années d'existence, EWTN était éloignée de la politique. La chaîne s'engage ensuite sur des thématiques conservatrices, proches du parti républicain américain et est accusée de critiquer le pape François.